# Забужки
Забу́жки (бел. Забужкі) — деревня в Кобринском районе Брестской области Белоруссии. Входит в состав Хидринского сельсовета.
По данным на 1 января 2016 года население составило 79 человек в 38 домохозяйствах.

## География
Деревня расположена в 5 км к юго-западу от города и станции Кобрин, в 41 км к востоку от Бреста, на автодороге М1 Брест-Минск.
На 2012 год площадь населённого пункта составила 0,28 км² (28 га).

## История
Населённый пункт известен с 1890 года. В разное время население составляло:
- 1999 год: 39 хозяйств, 95 человек;
- 2005 год: 39 хозяйств, 82 человека;
- 2009 год: 80 человек;
- 2016 год[2]: 38 хозяйств, 79 человек;
- 2019 год[1]: 65 человек.